# La Belle au bois dormant
« Sleeping Beauty » redirige ici. Pour les autres significations, voir Sleeping Beauty (homonymie).
Pour les articles homonymes, voir La Belle au bois dormant (homonymie).
La Belle au bois dormant est un conte populaire, qui se rattache au conte-type 410, dans les dernières versions de la classification Aarne-Thompson. Parmi les versions les plus célèbres figurent celle de Charles Perrault, publiée en 1697 dans Les Contes de ma mère l'Oye, et celle des frères Grimm Dornröschen publiée en 1812.
La version de Perrault est fondée sur Soleil, Lune et Thalie de Giambattista Basile (publié à titre posthume en 1634), un conte lui-même fondé sur un ou plusieurs contes populaires. Une des premières versions connues de l'histoire est Perceforest, composé entre 1330 et 1344 et imprimé en 1528. Mais on peut aussi mentionner la version provençale (parfois considérée comme catalane) de la même époque que constitue Frayre de Joy e Sor de Plaser,.

## Analyse
Note : L'analyse présentée ici est fondée sur les versions de Perrault et des frères Grimm qui diffèrent par plusieurs points.

### Résumé
À l’occasion du baptême de leur fille, le roi et la reine organisent une fête somptueuse, invitant famille, amis et sept fées marraines (ou douze dans la version des frères Grimm) bienveillantes de l'enfant. Chacune d'elles offre un don à la princesse : beauté, grâce, etc. Brusquement une méchante fée, qui n’a pas été invitée, se présente et lance à la princesse un charme mortel : à ses 15 ou 16 ans, la princesse se pique le doigt sur le fuseau et en meurt. Heureusement, une des jeunes et bonnes fées marraines qui s'était cachée pour parler en dernier, atténue la malédiction de la méchante fée : « Au lieu d’en mourir, elle tombera seulement dans un profond sommeil qui durera cent ans, au terme desquels le prince, le fils d’un roi, viendra la réveiller. »
Pour protéger sa fille, la princesse, le roi fait immédiatement interdire de filer au fuseau ou d’avoir un fuseau sous peine de mort. Pourtant, lors de son seizième anniversaire dans une partie reculée du château, la princesse découvre une vieille fileuse qui ne connait pas l’interdiction. Elle se pique aussitôt au fuseau et s’endort. La fée qui l'avait sauvée de la mort, en modifiant le sort, se rend sur place et endort tous les habitants du château pour que la princesse ne soit pas seule à son réveil. Le château est immédiatement envahi par une végétation d'origine magique. Il ne redevient accessible qu'au bout de cent ans, lorsqu’un prince, fils du roi, y pénètre et réveille la Belle au bois dormant. Dans la version de Perrault, c'est l'entrée du prince dans sa chambre qui réveille la princesse endormie, sans qu'il n'y ait aucun contact physique entre elle et lui.

### Les fées-marraines

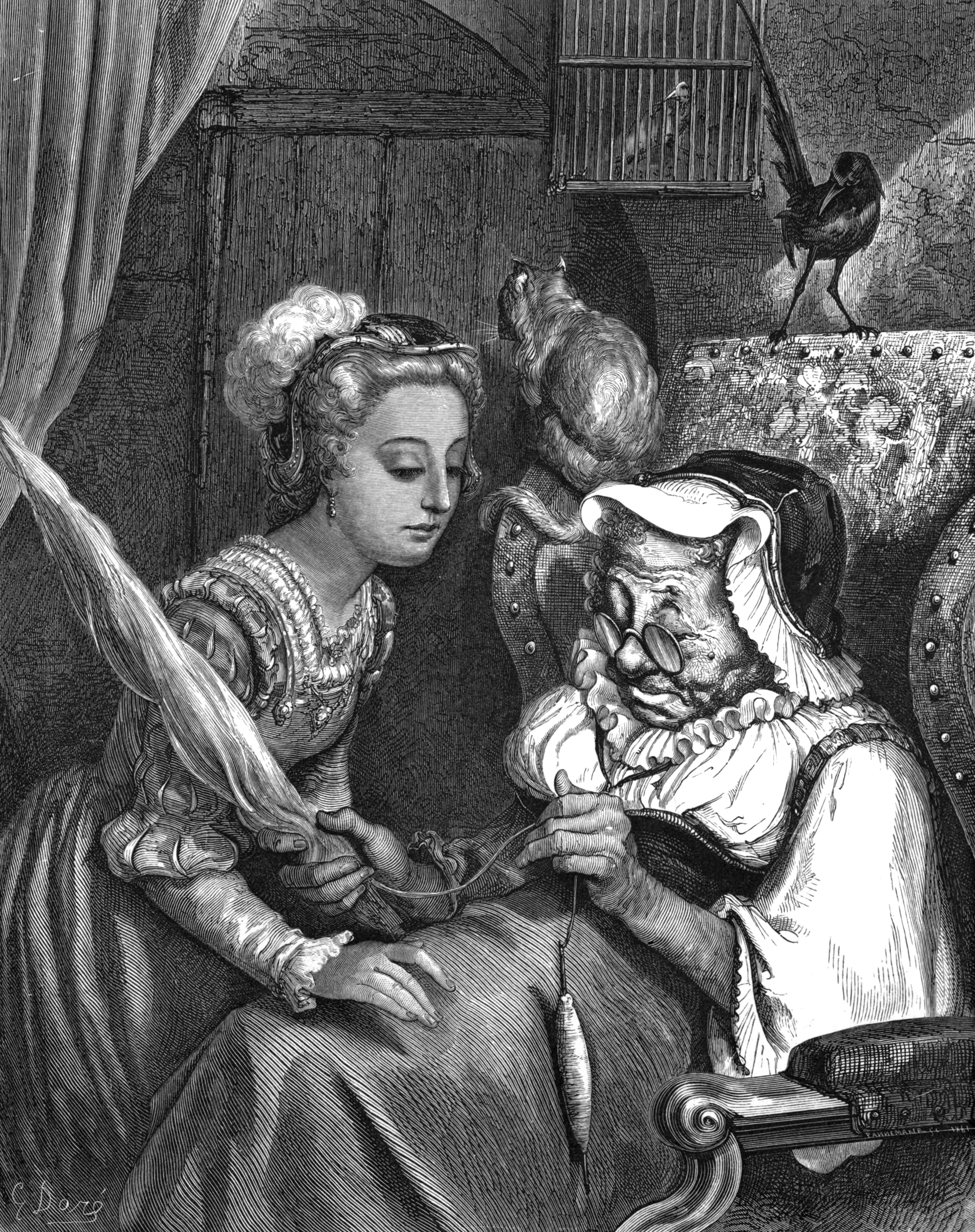
Cette bonne femme n'avait point ouï parler des défenses que le roi avait faites de filer le fuseau. Illustration de Gustave Doré.

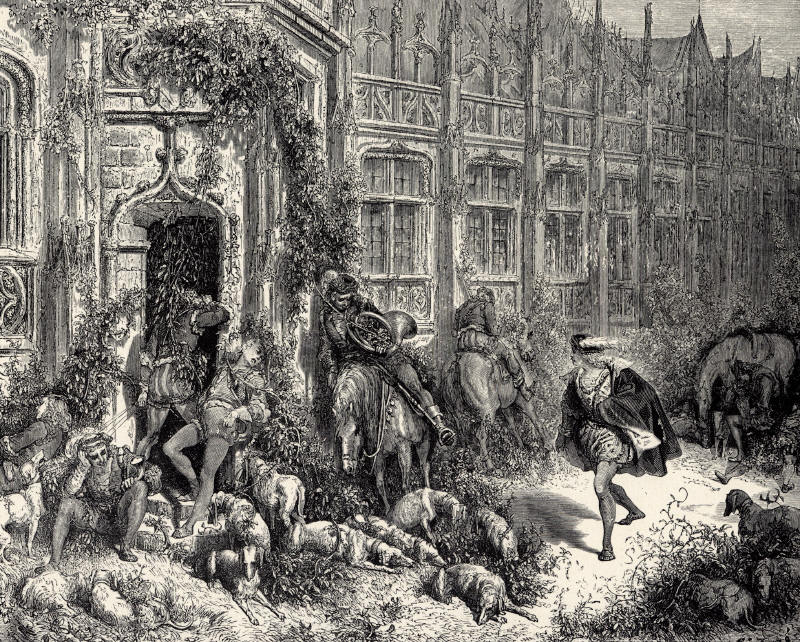
… il entre dans la salle des Gardes, qui étaient rangés en haie, la carabine sur l'épaule, et ronflant de leur mieux. Illustration de Gustave Doré.

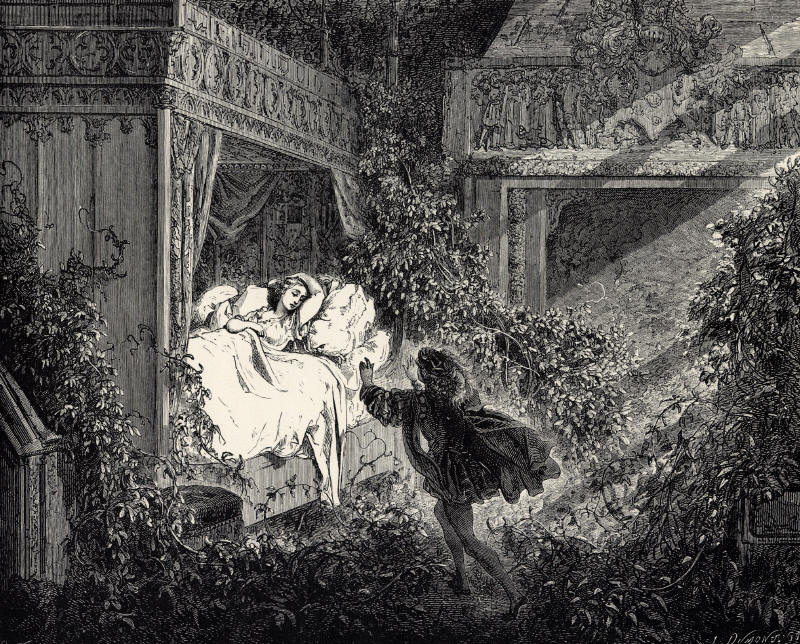
Il vit sur un lit, dont les rideaux étaient ouverts de tous côtés, le plus beau spectacle qu'il eût jamais vu.
Illustration de 1867 de Gustave Doré.

Sept fées-marraines de Perrault : l'auteur ne leur donne pas de nom distinctif. Les six premières font un don à la princesse, la septième infléchit le sortilège lancé par la vieille et méchante fée, incarnation de la fée Carabosse : 

« On donna pour Marraines à la petite Princesse toutes les Fées qu'on put trouver dans le Pays (il s'en trouva sept), afin que chacune d'elles lui faisant un don, comme c'était la coutume des Fées en ce temps-là, la Princesse eût par ce moyen toutes les perfections imaginables.
Cependant les Fées commencèrent à faire leurs dons à la Princesse. La plus jeune lui donna pour don qu'elle serait la plus belle du monde, celle d'après qu'elle aurait de l'esprit comme un Ange, la troisième qu'elle aurait une grâce admirable à tout ce qu'elle ferait, la quatrième qu'elle danserait parfaitement bien, la cinquième qu'elle chanterait comme un Rossignol, et la sixième qu'elle jouerait de toutes sortes d'instruments à la perfection. »

— Charles Perrault.
Douze « femmes sages » de Grimm : de sept fées dans la version de Perrault, on passe à douze « femmes sages » (en allemand : weise Frauen) dans l'adaptation du conte des frères Grimm, plus une, la treizième, incarnation de la fée Carabosse :

« (Le roi) organisa une grande fête. Il ne se contenta pas d'y inviter ses parents, ses amis et connaissances, mais aussi des femmes sages afin qu'elles fussent favorables à l'enfant. Il y en avait treize dans son royaume. Mais, comme il ne possédait que douze assiettes d'or pour leur servir un repas, l'une d'elles ne fut pas invitée. La fête fut magnifique. Alors qu'elle touchait à sa fin, elles  offrirent à l'enfant de fabuleux cadeaux : l'une la vertu, l'autre la beauté, la troisième la richesse et ainsi de suite, tout ce qui est désirable au monde.

Comme onze femmes  venaient d'agir ainsi, la treizième survint tout à coup. Elle voulait se venger de n'avoir pas été invitée. Sans saluer quiconque, elle s'écria d'une forte voix :
 
– La fille du roi, dans sa quinzième année, se piquera à un fuseau et tombera morte.

Puis elle quitta la salle. Tout le monde fut fort effrayé. La douzième des femmes, celle qui n'avait pas encore formé son vœu, s'avança alors. Et comme elle ne pouvait pas annuler le mauvais sort, mais seulement le rendre moins dangereux, elle dit :

– Ce ne sera pas une mort véritable, seulement un sommeil de cent années dans lequel sera plongée la fille du roi. »

## Nom de la princesse
La princesse change de nom au gré des versions. Dans Soleil, Lune et Thalie, elle est Thalie (Soleil et Lune sont ses deux enfants jumeaux). Perrault ne lui donne pas de nom, elle est simplement « la princesse ». Il nomme cependant la fille de cette princesse, Aurore. Tchaïkovski transfère ce nom de la fille à la mère et nomme ainsi la princesse « Aurore », tout comme fera Walt Disney après lui. Quant aux frères Grimm, ils disent qu'on l'appela Rose d'épine (en allemand : Dornröschen, titre du conte. Röschen est un diminutif hypocoristique), mais seulement à partir du moment où elle tombe endormie. Cette appellation est parfois rendue par (Little) Briar Rose (églantine), en anglais. Le nom de "Briar Rose", également abrégé en "Rose", est repris dans l'adaptation de Walt Disney par les fées-marraines pour dissimuler son identité véritable à Aurore, au cours des seize premières années de sa vie. Dans la version française, le prénom "Rose" est conservé seul.

## Origine
Laura Massetti a fait remarquer que la princesse endormie et ses enfants portent des noms appartenant au champ sémantique de la « lumière » (Soleil et Lune, Aurore et Petit Jour, dans la version de Perrault, etc.). De plus, le protagoniste de l'histoire est une princesse « qui se réveille ». Ces caractéristiques correspondraient à celles de deux déesses indo-européennes de l'Aube, à savoir : Euryphaessa/Éos en Grèce et Ushas dans le panthéon védique.

## Relations avec d'autres récits
La version de Perrault est la plus connue, elle s'inspire d'un récit plus ancien, Soleil, Lune et Thalie (Sole, Luna et Talia), extrait du Pentamerone de Giambattista Basile, publié en 1634.
Perrault en transforme néanmoins sensiblement le ton. Le conte de Basile, écrit pour un public aristocrate et adulte, met l'accent sur la fidélité dans le couple et l'héritage. Perrault quant à lui écrit pour un public de la haute bourgeoisie, inculquant des valeurs de patience et de passivité chez la femme.
L'intrigue contient d'autres différences notables : le sommeil n'est pas le résultat d'un sortilège mais est annoncé par une prophétie, le roi — qui est déjà marié — ne réveille pas Thalie par un baiser mais la viole dans son sommeil ; lorsqu'elle donne naissance à ses deux enfants, l'un d'eux lui tête le doigt, ôtant l'écharde de lin qui l'avait plongée dans le sommeil, ce qui la réveille. Dans cette version, Thalie reste dans le chateau où l'avait déposé son père. Le roi revient la retrouver à plusieurs reprises et sa femme, la reine, devient soupçonneuse. Elle tente de faire manger les enfants de Thalie à son mari, puis de brûler Thalie — et d'utiliser ses cendres pour faire des lessives. C'est finalement elle qui trouve la mort.
Il existe des sources plus anciennes du conte, parmi lesquelles le roman de Perceforest, dans lequel la princesse Zellandine tombe amoureuse de Troylus. Le père de la princesse met le jeune homme à l'épreuve pour déterminer s'il est digne de sa fille et, alors qu'il est parti, Zellandine tombe dans un sommeil enchanté. À son retour, Troylus la trouve endormie et, tout comme dans Soleil, Lune et Thalie, la viole dans son sommeil. Quand leur enfant naît, il tête le doigt de sa mère et en extrait ainsi l'écharde de lin qui est à l'origine de son sommeil. Elle sait grâce à l'anneau que Troylus lui a laissé qu'il est le père de l'enfant. À la fin de ses aventures, Troylus finit par l'épouser.
L'histoire de Brunehilde, héroïne endormie de la Saga des Völsungar, témoigne d'une version plus ancienne.
Graham Anderson a émis une théorie qui met en relation les versions de Basile et de Grimm avec les mythes antiques de Chloris d'une part, de Philomèle de l'autre. Il considère que l'histoire de Philomèle et Procné a perdu son commencement, et mentionne un conte arménien à l'appui de sa thèse d'un rapprochement avec le « rossignol ».
Le poète russe Vassili Joukovsky (1783-1852) a publié une version en vers intitulé Spiachtchaïa tsarevna (« La Princesse endormie ») qui suit fidèlement l'histoire, quoique adaptée à l'environnement russe.

## Analyse

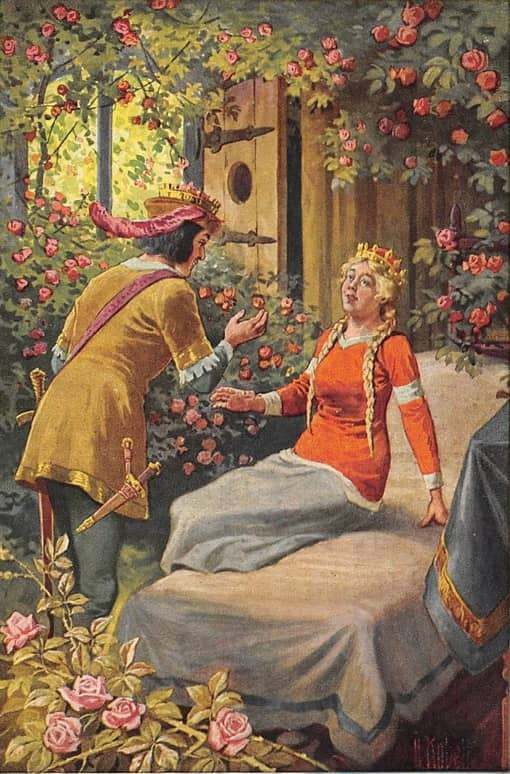
Otto Kubel (1868–1951)

Bruno Bettelheim, dans Psychanalyse des contes de fées, voit dans ce récit un processus initiatique, une manière de préparer les petites filles aux changements qui les attendent.	
Malgré toute l'attention des parents et les dons prodigués par ses marraines, la petite fille est frappée dès le berceau, c'est-à-dire dès sa naissance, par la malédiction qui s'accomplira à son adolescence. Cette malédiction, marquée par le sang qui coule (une allusion à la menstruation) a une origine ancestrale. S'ensuit un repli sur soi (un sommeil de cent ans) et une forêt de ronces qui ne se lèvera qu'à l'arrivée du prince charmant, le seul à trouver la voie, à lever les obstacles et sortir la princesse de son sommeil grâce au baiser de l'amour. Le prince n'est en fait qu'une figure accessoire, la trame du conte mettant en scène les diverses phases de la vie d'une femme : l'enfance, l'adolescence et la jeunesse représentée par la princesse, la mère représentant l'âge adulte, la fécondité et la grossesse, et la vieillesse incarnée par la fée Carabosse.
Dans une étude qui renouvelle la lecture de ce conte, Ute Heidmann démontre les liens entre le conte de Perrault et l'histoire de la condition des femmes de la noblesse. À travers la personne de la dédicataire du recueil du manuscrit d'apparat de 1695 et du livre publié chez Barbin en 1697, un lien apparait entre l'Apologie des femmes et le conte de Perrault. Heidmann lit le conte comme une mise en garde de la princesse en passe d'être mariée et objet d'un différend entre sa mère, la Princesse Palatine, et le roi Louis XIV lui-même. La présence à peine cachée de l'histoire sous le conte merveilleux est certainement un aspect majeur de ce long texte, objet d'une triple publication (en 1695, 1696 et 1697), inséparable de l'épître dédicatoire et de la devise de la vignette qui la surplombe : Pulchra et nata coronæ, traduit en vers sous la devise latine et le blason des Bourbons : « Je suis belle et suis née / Pour estre couronnée ». Cette lecture montre à quel point la suppression de la deuxième partie du récit de Perrault, par les Grimm et chez de nombreux traducteurs et éditeurs, ruine la mise en garde et l'attention à la filiation : le prince qui épouse la belle endormie est fils d'une ogresse à laquelle il confie sans discernement femme et enfants pour aller à la guerre. Le réveil de la princesse devenue reine est pour le moins rude et elle ne survit, et ses enfants avec elle, que grâce à la solidarité et à la pitié qu'elle inspire au Maître d'Hôtel de son ogresse de belle-mère.

## Autres œuvres

### Légende similaire
Les Sept Dormants d'Éphèse est un mythe de la religion dont l'histoire s'apparente à celle de La Belle au bois dormant.

### Cinéma
- Dans Shrek le troisième, Beauté, personnage inspiré de la Belle au bois dormant, est une amie de la princesse Fiona et souffre de narcolepsie.
- La Princesse endormie de Kihachirō Kawamoto, court métrage d'animation de marionnettes tchéco-japonais, reprend librement en 1990 le conte dans une perspective plus tourmentée.
- Prinsessa Ruusunen, film finlandais de 1949.
- Clyde Geronimi, dans le cadre des studios Disney, a réalisé un film d'animation présenté en 1959 : La Belle au bois dormant.
- Isabelle au bois dormant est un court métrage d'animation québécois réalisé en 2007 par Claude Cloutier qui est une adaptation comique du conte[15].
- Dans Maléfique, le long métrage produit par Disney en 2014, le conte est de nouveau changé. Le personnage principal est Maléfique, la méchante sorcière et méchante fée : celle-ci apparaît tout au long du film comme étant un personnage plutôt bienfaisant malgré le sort qu'elle a jeté sur la Princesse Aurore, la Belle au bois dormant, commandé par un sentiment de vengeance qui l'animait à la suite de la perte de ses ailes, coupées par son ancien compagnon le roi Stéphane, le père de la Princesse Aurore, la Belle au bois dormant.

### Théâtre
Une autre version du conte, adapté par  Laurence Vielle et Vincent Marganne, a été présentée en 2008 dans les ruines de l'abbaye de Villers-la-Ville lors de l'été théâtral de Villers-la-Ville avec une mise en scène de Pietro Pizzuti.[réf. nécessaire]
Le Badaboum Théâtre en a fait une adaptation théâtrale pour enfant.

### Ballet
Ce conte inspira à Piotr Ilitch Tchaïkovski le ballet La Belle au bois dormant en un prologue et trois actes (1888-1889), dont la chorégraphie est signée par Marius Petipa et dont sera tirée la musique du film de Walt Disney Pictures, sorti soixante-dix ans plus tard.

### Opéra
Ottorino Respighi a écrit un opéra La bella addormentata nel bosco, créé en 1922 à Rome. Vincent Monteil en réalise une adaptation en français qui voit le jour à l'Opéra national du Rhin le 19 décembre 2014.
Cécile Simon (pseudonymes : Guy Portal & Jean Rovens) a également écrit un opéra sur La belle au bois dormant. 

### Chanson pour enfants
En 1981, la chanteuse Dorothée évoque le conte dans sa chanson Disney dimanche, écrite par William Leymergie et co-composée par son producteur Jean-Luc Azoulay (Sous le pseudonyme de Jean-François Porry) et le musicien Gérard Salesses. Dans cette chanson, qui est le générique de l'émission du même titre, et qui paraît en face B de son 45 tours comprenant en face A sa chanson Rox et Rouky, Dorothée cite, parmi d'autres personnages dont les contes ont été adaptés en dessins animés par Walt Disney, La Belle au bois dormant qui attend son prince charmant mais ne sait pas quand il viendra.
En 1982, la chanteuse Dorothée évoque à nouveau le conte dans sa chanson Dors mon petit ange, parue sur son album Hou ! La menteuse, chanson écrite par son producteur Jean-Luc Azoulay (Sous le pseudonyme de Jean-François Porry) et co-composée par ce dernier avec le musicien Gérard Salesses. Dans cette chanson, qui est une berceuse, Dorothée raconte l'histoire à un petit enfant dans son lit, pour l'endormir. Mais elle commence par raconter l'histoire à partir du moment où le prince charmant arrive au château sur son cheval blanc, et jusqu'au moment où le prince réveille la princesse par un baiser. La chanson se termine en évoquant le fait que le petit garçon à qui Dorothée raconte l'histoire finit par s'endormir, et que dans ses rêves, il dort dans le pays bleu de La Belle au bois dormant et finit par devenir lui-même le prince charmant du conte.

### Arts plastiques
« La belle au bois dormant » est une scène animée et un livre animé géant d'Armand Langlois.

### Attractions
Dans le parc d'attractions Disneyland Paris, le château de la Belle au bois Dormant est inspiré du dessin animé de Disney. Elle est également présente dans le parc d'attractions Efteling, où La Belle et ses habitants vivent dans leur château dans le Bois des contes.

### Séries télévisées
Dans la série Once Upon a Time, Aurore la Belle au bois dormant, inspirée de l'adaptation des studios Disney, est un personnage récurrent de la saison 2.

### Littérature, manga et bande-dessinée
Dans A Kiss in Time, d'Alex Flinn, Talia (la Belle au Bois Dormant) est réveillée par un jeune homme du XXIe siècle.
La série littéraire Princesses mais pas trop, de Jim C. Hines reprend le monde des contes de fées de façon plus adulte. Dans cette série, la Belle au Bois Dormant, Blanche-Neige et Cendrillon sont des agents secrets au service de leur reine.
Beauté, de Sarah Pinborough, est le troisième tome d'une série littéraire reprenant les contes dans un style beaucoup plus adulte, mettant en scène la belle au bois dormant.
Dans le manga de Kaori Yuki Ludwig Revolution, le personnage de la Belle apparaît sous le nom de Ledike (diminutif de Friederike).
Le Bois sans Songe de Laetitia Arnould (Magic Mirror Editions), est une réécriture de La Belle au bois dormant de Charles Perrault.
Les Infortunes de la Belle au bois dormant (The Sleeping Beauty Quartet (en)), d'Anne Rice, est une série de quatre nouvelles, érotiques BDSM, mettant en scène d'une façon revisité Belle après son réveil.
Matériau Maman, roman de Paloma Hermina Hidalgo, est une réécriture du conte, mêlée de récit autobiographique, où le personnage principal, enfant martyre, développe une psychose à la mort de sa mère.

### Jeux vidéo
Le personnage d'Aurore apparaît dans Kingdom Hearts et Kingdom Hearts: Birth by Sleep. Flora, Pâquerette et Pimprenelle, apparaissent dans Kingdom Hearts 2. Maléfique est l'une des antagonistes principales dans la série de jeux vidéo Kingdom Hearts.

## Articles
Hermeline Pernoud, « La Belle Époque au bois dormant », dans les actes du colloque « La Belle époque des femmes ? », Paris, L'Harmattan, 2013.

### Textes complets sur Wikisource
Charles Perrault
- La Belle au bois dormant, éditions Barbin, 1697
- La Belle au bois dormant, version moderne

Frères Grimm
- La Belle au bois dormant, version moderne

Charles Deulin
- Les Contes de ma mère l’Oye avant Perrault, La Belle au bois dormant (1878)